# Македонски бюлетин (1924)
Вижте пояснителната страница за други значения на Македонски бюлетин.
„Македонски бюлетин“ e български вестник, издаван от македонските политически организации в САЩ и Канада. Излиза в 1924 година в Чикаго, САЩ.
В първия си брой публикува декларация на Централния комитет на македонските организации, в която се казва, че ще се бори за Македония като независима или поне автономна република и ще пропагандира идеята за Балканска федерация.